# 夏威夷州第二國會選區
夏威夷州第二國會選區（英語：Second Congressional District of Hawaii）是美国夏威夷州兩聯邦眾議員選區之一，始於1971年。範圍包括除歐胡島南部（與檀香山市縣重域）以外的全州。
本區自創設以來一直由民主黨所控制。現任眾議員為吉兒·德田。